# Villarcayo de Merindad de Castilla la Vieja (Gerichtsbezirk)
Der Gerichtsbezirk Villarcayo de Merindad de Castilla la Vieja ist einer der sieben Gerichtsbezirke in der Provinz Burgos.
Der Bezirk umfasst 26 Gemeinden auf einer Fläche von 2.554,93 km² mit dem Hauptquartier in Villarcayo de Merindad de Castilla la Vieja.

## Gemeinden
| Gemeinde                                                   | Einwohner (2024) | Fläche km² | Dichte Einw./km² | Cod INE | Postleitzahl        |
| ---------------------------------------------------------- | ---------------- | ---------- | ---------------- | ------- | ------------------- |
| Alfoz de Bricia                                            | 68               | 52,14      | 1                | 09011   | 09572               |
| Alfoz de Santa Gadea                                       | 101              | 34,39      | 3                | 09012   | 09571               |
| Los Altos                                                  | 186              | 139,85     | 1                | 09014   | 09559               |
| Arija                                                      | 115              | 6,96       | 17               | 09025   | 09570               |
| Berberana                                                  | 48               | 33,72      | 1                | 09050   | 09511               |
| Cillaperlata                                               | 30               | 16,82      | 2                | 09102   | 09213               |
| Espinosa de los Monteros                                   | 1.648            | 137,51     | 12               | 09124   | 09560               |
| Frías                                                      | 270              | 29,37      | 9                | 09134   | 09211               |
| Junta de Traslaloma                                        | 122              | 75,81      | 2                | 09189   | 09514               |
| Junta de Villalba de Losa                                  | 78               | 45,89      | 2                | 09190   | 09511               |
| Jurisdicción de San Zadornil                               | 66               | 30,99      | 2                | 09192   | 01427               |
| Medina de Pomar                                            | 5.997            | 214,20     | 28               | 09209   | 09500, 09513, 09515 |
| Merindad de Cuesta-Urria                                   | 270              | 121,97     | 2                | 09213   | 09515               |
| Merindad de Montija                                        | 736              | 100,07     | 7                | 09214   | 09569               |
| Merindad de Sotoscueva                                     | 412              | 153,35     | 3                | 09215   | 09568               |
| Merindad de Valdeporres                                    | 421              | 120,17     | 4                | 09216   | 09574               |
| Merindad de Valdivielso                                    | 401              | 129,09     | 3                | 09217   | 09559               |
| Partido de la Sierra en Tobalina                           | 81               | 29,92      | 3                | 09255   | 09211               |
| Trespaderne                                                | 713              | 36,81      | 19               | 09394   | 09540               |
| Valle de Losa                                              | 496              | 227,66     | 2                | 09908   | 09510               |
| Valle de Manzanedo                                         | 115              | 70,44      | 2                | 09409   | 09558               |
| Valle de Mena                                              | 4.140            | 263,17     | 16               | 09410   | 09580, 09585, 09589 |
| Valle de Tobalina                                          | 863              | 157,49     | 5                | 09412   | 09210               |
| Valle de Valdebezana                                       | 482              | 156,60     | 3                | 09413   | 09572               |
| Valle de Zamanzas                                          | 45               | 19,27      | 2                | 09416   | 09146               |
| Villarcayo de Merindad de Castilla la Vieja                | 4.047            | 151,27     | 27               | 09903   | 09550               |
| Gerichtsbezirk Villarcayo de Merindad de Castilla la Vieja | 21.951           | 2.554,93   | 9                | –       | –                   |